# Jack Arel
Pour les articles homonymes, voir Azzopardi et Arel.
Jack Arel de son vrai nom Jacky Antoine Joseph Azzopardi est un compositeur français, né le 28 août 1943 à Alger.

## Biographie
Jack Arel a écrit la musique des chansons de nombreux artistes dont Tom Jones, Dalida, Tino Rossi, Dominique Gozzi, Florent Pagny, Eddy Mitchell, Nicole Croisille, Dick Rivers, Herbert Léonard, Richard Anthony, Frank Alamo, Sheila, Rika Zaraï, Luis Mariano, Jean-Claude Pascal, Virginia Vee, et Harold Nicolas.
Il est co-auteur de L'amour, l'amour, l'amour pour Marcel Mouloudji en 1963.
En 1975, il compose pour la télévision le générique de l'émission 30 millions d'amis. On lui doit également les génériques des programmes Midi-Première, AutoMoto et Commissaire Moulin.
Il a également écrit la musique de nombreux films ,séries télévisées et jeux vidéo.

## Filmographie
- 1968 : Les Jeunes Loups de Marcel Carné
- 1969 : Le Grand Cérémonial de Pierre-Alain Jolivet
- 1969 : Le Voleur de crimes de Nadine Trintignant
- 1970 : Mont-Dragon  de Jean Valère
- 1971 : Au Seuil du vide de Jean-François Davy
- 1982 : La Baraka de Jean Valère